# Alsask
Alsask är en ort i Kanada.   Den ligger i provinsen Saskatchewan, i den centrala delen av landet, 2 600 km väster om huvudstaden Ottawa. Alsask ligger 691 meter över havet och antalet invånare är 129.
Terrängen runt Alsask är platt. Trakten runt Alsask är nära nog obefolkad, med mindre än två invånare per kvadratkilometer..
Trakten runt Alsask består i huvudsak av gräsmarker.